# Donmar Warehouse
Donmar Warehouse est un théâtre à but non lucratif de 251 sièges situé à Covent Garden, à Londres, en Angleterre. Il a ouvert ses portes le 18 juillet 1977.
Sam Mendes, Michael Grandage et Josie Rourke y ont exercé les fonctions de directeur artistique. Le théâtre a une politique artistique variée qui inclut une nouvelle écriture, une réévaluation contemporaine des classiques européens, des dramatiques britanniques et américaines et un théâtre musical à petite échelle.
En plus de présenter au moins six productions par an chez lui, à Covent Garden, Donmar fait chaque année une tournée au Royaume-Uni avec une de ses productions.

## Histoire
Le producteur théâtral Donald Albery (en) a formé Donmar Productions vers 1953 avec le nom dérivé des trois premières lettres de son nom et des trois premières lettres du deuxième prénom de sa femme, Margaret. En 1961, il a acheté l'entrepôt, un bâtiment qui, dans les années 1870, était un entrepôt de cuves et de houblons pour la brasserie locale de Covent Garden. dépôt. Son fils, Ian Albery, producteur et consultant en design de théâtre, a transformé l'entrepôt en studio de répétition privé
En 1977, la Royal Shakespeare Company l'acquiert comme théâtre et le rebaptise Warehouse, transformant et équipant à "une vitesse immense" le premier spectacle, qui a ouvert ses portes le 18 juillet 1977, était Schweik dans la Seconde Guerre mondiale, dirigé par Howard Davies, transféré de l'Other Place de Stratford. L'électricité du théâtre n'a été mise que 30 minutes avant le lever du rideau et les marches de béton menant au théâtre étaient encore mouillées.
De 1983 à 1989, il est passé sous la direction artistique de Nica Burns (en).

### Sous Sam Mendes (1992-2002)
Le Donmar est devenu une maison de production indépendante en 1992 avec Sam Mendes comme directeur artistique. Sa production d'ouverture était Assassins de Stephen Sondheim. Il a suivi avec une série de reprises de classiques.
Parmi les productions de Mendes figuraient Cabaret de John Kander et Fred Ebb, La Ménagerie de verre de Tennessee Williams, Company de Stephen Sondheim, Habeas Corpus d'Alan Bennett et son duo d'adieu composé de Oncle Vania et La Nuit des rois de Tchekhov, à la Brooklyn Academy of Music.
Sous Mendes, la production de Sam Shepard dans L'Ouest, le vrai de Matthew Warchus, celle de Beckett dans Fin de partie de Katie Mitchell, celle de David Leveaux dans Électre de Sophocle et The Real Thing de Tom Stoppard étaient toutes produites chez Donmar. Le successeur de Mendes, Michael Grandage, dirigea certaines des productions clés de la fin du mandat de Mendes, dont Passion Play et Privates on Parade de Peter Nichols (en) et Merrily We Roll Along de Sondheim.

### Sous Michael Grandage (2002-2011)
En 2002, Michael Grandage succède à Sam Mendes en tant que directeur artistique. Grandage nomme Douglas Hodge et Jamie Lloyd en tant que directeurs associés. En 2007, Rob Ashford succède à Hodge.
Pour ses renaissances des pièces étrangères, la société a commandé régulièrement de nouvelles traductions ou versions, y compris Le Canard sauvage d'Ibsen (David Eldridge), Phèdre de Racine (Frank McGuinness), Mort accidentelle d'un anarchiste de Dario Fo (Simon Nye) et les Créanciers de Strindberg (David Greig).
Ses productions musicales comprennent Grand Hotel et les œuvres de Stephen Sondheim, Pacific Overtures, Merrily We Roll Along, Company, Into the Woods et la production de Assassins en 1992 qui a ouvert le mandat de Sam Mendes en tant que directeur artistique.
Sous la tutelle de Warehouse Productions, le théâtre a parfois ouvert des spectacles dans le West End. Y compris 1999 soudainement l'été dernier et 2005 gars et poupées.
De nombreux acteurs bien connus sont apparus au théâtre, notamment Nicole Kidman (The Blue Room), Gwyneth Paltrow (Proof), Ian McKellen (The Cut) et Ewan McGregor (Othello)
Les billets pour Othello, interprété par McGregor, étaient si demandés que Grandage craignait que cela ne devienne "une mauvaise nouvelle". Sa réponse fut de planifier une saison d'un an au Wyndham's Theatre, une salle de 750 places, quatre nouvelles productions majeures présentées par Donmar West End. Cela a commencé le 12 septembre 2008, avec Kenneth Branagh dans le rôle principal d' Ivanov de Tchekhov, interprété dans une nouvelle version par Tom Stoppard et réalisée par Grandage la saison West End s'est poursuivie avec Derek Jacobi dans La Nuit des rois, Judi Dench dans Madame de Sade de Yukio Mishima et Jude Law dans Hamlet, tous dirigés par Grandage.
Après la saison à Donmar West End, le Donmar organise trois productions à l'international : des transferts de Red, Piaf et Creditors, respectivement à Broadway, à Madrid et à la Brooklyn Academy of Music,. De plus, du 30 septembre au mois de décembre, le Donmar a eu la première de ses trois années de résidence dans les studios Trafalgar Studios 2, afin de présenter ses anciens directeurs adjoints résidents.
À la fin de 2010, Donmar a dirigé les célébrations britanniques soulignant le 80e anniversaire de Stephen Sondheim et soulignant sa longue association avec le théâtre. Il comprenait une nouvelle production de Passion dirigée par Jamie Lloyd.
En février 2011, Donmar a collaboré avec le programme National Theatre Live pour diffuser sa production dans les cinémas du monde entier du Roi Lear, avec Derek Jacobi. Avec plus de 350 écrans dans 20 pays, cette performance unique du Roi Lear a été vue par plus de 30 000 personnes.

### Sous la direction de Josie Rourke (2012-2019)
En janvier 2012, Josie Rourke est devenue la troisième directrice artistique de l'histoire de Donmar. la première production sous sa direction est The Recruiting Officer de George Farquhar, que Rourke dirige également. Sa première saison comprenait également la pièce de théâtre de Robert Holman de 1987, Making Noise Quietly, mise en scène par Peter Gill ; la nouvelle version de Jack Thorne de The Physicists du dramaturge suisse Friedrich Duerrenmatt ; Brian Friel à Philadelphie, j'arrive !, réalisé par Lyndsey Turner et la propre production de Bérénice de Jean Racine par Rourke, dans une nouvelle traduction d'Alan Hollinghurst.
Donmar construit temporaire, en ronde-bosse, théâtre 420 places à côté de la gare de King's Cross. Ce théâtre a abrité de septembre à décembre 2016 la trilogie entièrement féminine de Shakespeare, dirigée par Phyllida Lloyd,.

### Sous Michael Longhurst (2019 – présent)
En juin 2018, Michael Longhurst est nommé quatrième directeur artistique de l'entrepôt Donmar. Les crédits précédents de Longhurst incluent Constellations au Royal Court Theatre et Amadeus au Royal National Theatre.
La première saison de Longhurst au Donmar commence le 20 juin 2019 avec l'Europe de David Greig, suivie de la première britannique de Appropriate de Branden Jacobs-Jenkins. Alice Birch, la première britannique de Teenage Dick de Mike Lew et la saison se termine avec Caryl Churchill, Far Away.

## Productions

### Années 1990
| - Assassins (22 octobre 1992 – 9 janvier 1993) - Richard III (14 janvier–20 février 1993) - Playland (25 février–17 avril 1993) - Don't Fool With Love (22 avril–15 mai 1993) - Translations (3 juin–24 juillet 1993) - Here (9 juillet–11 septembre 1993) - The Life of Stuff (16 septembre–6 novembre 1993) - Hamlet (10–27 novembre 1993) - Cabaret (2 décembre 1993 – 26 mars 1994) - Half Time (4, 5, 11 et 12 février 1994) - Maria Friedman by Special Arrangement (20, 27 février et 6 mars 1994) - Beautiful Thing (29 mars–23 avril 1994) - Maria Friedman by Special Arrangement by Further Arrangement (23 mai–11 juin 1994) - Glengarry Glen Ross (16 juin–27 août 1994) - Design for Living (1er septembre – 5 novembre 1994) - L'Ouest, le vrai (True West, 9 novembre–3 décembre 1994) - L'Opéra de quat'sous (8 décembre 1994 – 18 mars 1995) - Highland Fling de New Adventures (21 mars–8 avril 1995) - Our Boys (11 avril–13 mai 1995) - Insignificance (1er juin–6 août 1995) - La Ménagerie de verre (7 septembre–5 novembre 1995) - Rupert Street Lonely Hearts Club (7–25 novembre 1995) - Company (1er décembre 1995 – 2 mars 1996) - The King of Prussia (4–9 mars 1996) - Buddleia (12–16 mars 1996) - Song from a Forgotten City (18–23 mars 1996) - Bondagers (27 mars–6 avril 1996) - Fin de partie (11 avril–25 mai 1996) - Habeas Corpus (30 mai–27 juillet 1996) - Hedda Gabler d'Henrik Ibsen (30 juillet–31 août 1996) - Pentecost (3–28 septembre 1996) - Fool for Love (3 octobre–30 novembre 1996) | - Nine (6 décembre 1996 – 8 mars 1997) - Badfinger (11–22 mars 1997) - Summer Begins (25 mars–5 avril 1997) - Halloween Night (8–19 avril 1997) - The Fix (26 avril–14 juin 1997) - Les Bonnes (19 juin – 9 août 1997) - La Mouette (12 août–6 septembre 1997) - Enter the Guardsman (11 septembre–18 octobre 1997) - Électre (21 octobre – 6 décembre 1997) - The Front Page (10 décembre 1997 – 28 février 1998) - In a Little World of our Own (3–7 mars 1998) - Tell Me (9–14 mars 1998) - Timeless (17–21 mars 1998) - Sleeping Around (23–28 mars 1998) - The Real Inspector Hound/humour noir (tour : 25 mars–11 avril 1998, West End : 16 avril–31 octobre 1998, tour : 18 août–23 octobre 1999) - The Bullet (2 avril–2 mai 1998) - Une sorte d'Alaska, L'Amant et La Collection (7 mai–13 juin 1998) - How I Learned to Drive (18 juin–8 août 1998) - Divas at the Donmar with Ann Hampton Callaway et Liz Callaway, Barbara Cook et Imelda Staunton (10 août–5 septembre 1998) - The Blue Room (10 septembre–31 octobre 1998) - Into the Woods (6 novembre 1998 – 13 février 1999) - Splash Hatch on the E Going Down (16–27 février 1999) - Morphic Resonance (17–27 février 1999) - Three Days of Rain (1–13 mars 1999) - Soudain l'été dernier (tour : 3 mars–3 avril 1999, West End : 8 avril–17 juillet 1999) - Good (18 mars–22 mai 1999) - The Real Thing (27 mai–7 août 1999) - Divas at the Donmar with Patti LuPone, Audra McDonald et Sam Brown (9 août–4 septembre 1999) - Antigone (tour : 6–25 septembre 1999, West End : 27 septembre–18 décembre 1999) - Junon et le Paon (9 septembre–6 novembre 1999) |

### Années 2000
| - Three Days of Rain (9 novembre–22 décembre 1999 & 5–22 janvier 2000) - American Buffalo (28 janvier–26 février 2000) - Helpless (2 mars–8 avril 2000) - Passion Play (13 avril–10 juin 2000) - Orpheus Descending (15 juin–12 août 2000) - Divas at the Donmar with Betty Buckley et Clive Rowe (21 août–9 septembre 2000) - To the Green Fields Beyond (14 septembre–25 novembre 2000) - Merrily We Roll Along (1er décembre 2000 – 3 mars 2001) - Boston Marriage (8 mars–14 avril 2001) - Tales from Hollywood (19 avril–23 juin 2001) - A Lie of the Mind (28 juin–1 septembre 2001) - Divas at the Donmar with Clive Rowe, Siân Phillips et Michael Ball (3–29 septembre 2001) - The Little Foxes (4 octobre–24 novembre 2001) - Privates on Parade (30 novembre 2001 – 2 mars 2002) - Jesus Hopped the 'A' Train (6–30 mars 2002) - Frame 312 (11–30 mars 2002) - Lobby Hero (10 avril–4 mai 2002) - Proof (9 mai–15 juin 2002) - Take Me Out (20 juin–3 août 2002) - Divas at the Donmar avec Janie Dee, Ruby Turner, Philip Quast et Kristin Chenoweth (5–31 août 2002) - Uncle Vanya (6 septembre–20 novembre 2002) - Twelfth Night (11 octobre–30 novembre 2002) - The Vortex (5 décembre 2002 – 15 février 2003) - Mort accidentelle d'un anarchiste (20 février–18 avril 2003) - Caligula (24 avril–14 juin 2003) - Pacific Overtures (20 juin–6 septembre 2003) - The Hotel in Amsterdam (11 septembre–15 novembre 2003) - After Miss Julie (20 novembre 2003 – 7 février 2004) - World Music (12 février–13 mars 2004) - The Dark (18 mars–24 avril 2004) - Pirandello's Henry IV (29 avril–26 juin 2004) - Old Times (1er juillet–4 septembre 2004) - Hecuba (9 septembre–12 novembre 2004) - Grand Hotel (19 novembre 2004 – 12 février 2005) - Days of Wine and Roses (17 février–2 avril 2005) | - The Cosmonaut's Last Message... (7 avril–21 mai 2005) - Guys and Dolls (West End ; 20 mai 2005 – 6 décembre 2007) - This Is How It Goes (26 mai–9 juillet 2005) - Mary Stuart (14 juillet–3 septembre 2005) - The Philanthropist (8 septembre–15 octobre 2005) - The God of Hell (20 octobre–2 décembre 2005) - The Wild Duck (8 décembre 2005 – 18 février 2006) - The Cut (23 février–1 avril 2006) - Phèdre (6 avril–3 juin 2006) - A Voyage Round My Father (8 juin–5 août 2006) - Frost/Nixon (10 août–7 octobre 2006) - The Cryptogram (12 octobre–25 novembre 2006) - Don Juan in Soho (30 novembre 2006 – 10 février 2007) - John Gabriel Borkman (15 février–14 avril 2007) - Kiss of the Spider Woman (19 avril–26 mai 2007) - Betrayal (31 mai–21 juillet 2007) - Absurdia (26 juillet–8 septembre 2007) - Parade (14 septembre–24 novembre 2007) - Othello (4 décembre 2007 – 23 février 2008) - The Man Who Had All the Luck (28 février–5 avril 2008) - Small Change (10 avril–31 mai 2008) - The Chalk Garden (5 juin–2 août 2008) - Piaf (8 août–20 septembre 2008) - Ivanov (Donmar West End ; 12 septembre–29 novembre 2008) - Creditors (25 septembre–15 novembre 2008) - The Family Reunion (20 novembre 2008 – 17 janvier 2009) - Twelfth Night (Donmar West End ; 5 décembre 2008 – 7 mars 2009) - Be Near Me (22 janvier–14 mars 2009) - Dimetos (19 mars–9 mai 2009) - Madame de Sade (Donmar West End ; 23 mars–23 mai 2009) - Une maison de poupée (14 mai–18 juillet 2009) - Hamlet (Donmar West End ; 29 mai–22 août 2009) - Un tramway nommé Désir (23 juillet–3 octobre 2009) - Life is a Dream (8 octobre–28 novembre 2009) |

### Années 2010
| - Red, (3 décembre 2009 – 6 février 2010) - Serenading Louie (11 février–27 mars 2010) - Polar Bears, (1er avril–22 mai 2010) - The Late Middle Classes, (27 mai–17 juillet 2010) - The Prince of Homburg (22 juillet–4 septembre 2010) - Passion (10 septembre–27 novembre 2010) - Lower Ninth (Donmar Trafalgar ; 30 septembre–23 octobre 2010) - The Legend of 1900 (Novecento, Donmar Trafalgar ; 28 octobre–20 novembre 2010) - Les Parents terribles (Donmar Trafalgar; 25 novembre–18 décembre 2010) - King Lear (3 décembre 2010 – 5 février 2011) - The 25th Annual Putnam County Spelling Bee (11 février–2 avril 2011) - Moonlight (7 avril–28 mai 2011) - Luisa Miller (8 juin–30 juillet 2011) - Anna Christie (4 août–8 octobre 2011) - Inadmissible Evidence (13 octobre–26 novembre 2011) - Salt, Root & Roe (Donmar Trafalgar; 10 novembre–3 décembre 2011) - Richard II (1er décembre 2011 – 4 février 2012) - Dublin Carol (Donmar Trafalgar; 8–31 décembre 2011) - Huis Clos (Donmar Trafalgar; 5–28 janvier 2012) - The Recruiting Officer (9 février–14 avril 2012) - Making Noise Quietly (19 avril–26 mai 2012) - The Physicists (31 mai–21 juillet 2012) - Philadelphia, Here I Come! (26 juillet–22 septembre 2012) - Berenice (27 septembre–24 novembre 2012) - The Promise (Donmar Trafalgar ; 15 novembre–8 décembre 2012) - Julius Caesar (30 novembre 2012 – 9 février 2013) - The Dance of Death (Donmar Trafalgar; 13 décembre 2012 – 5 janvier 2013) - Le Silence de la mer (Donmar Trafalgar ; 10 janvier–2 février 2013) - Trelawny of the Wells, (15 février–13 avril 2013) - The Weir, (18 avril–8 juin 2013) - The Night Alive (13 juin–27 juillet 2013) - The Same Deep Water As Me, (1er août–28 septembre 2013) - Coriolanus (6 décembre 2013 – 13 février 2014) - Versailles (20 février–5 avril 2014) - Privacy (10 avril–31 mai 2014) | - Fathers and Sons (5 juin–26 juillet 2014) - My Night With Reg (31 juillet 2014 – 27 septembre 2014) - Henry IV (31 juillet 2014 – 27 septembre 2014) - City of Angels (5 décembre 2014 – 7 février 2015) - Closer (12 février – 4 avril 2015) - The Vote (24 avril – 7 mai 2015) - Temple (21 mai – 25 juillet 2015) - Splendour (30 juillet – 26 septembre 2015) - Teddy Ferrara (2 octobre – 5 décembre 2015) - Les Liaisons Dangereuses (11 décembre 2015 – 13 février 2016) - Welcome Home, Captain Fox! (18 février – 16 avril 2016) - Elegy (21 avril – 18 juin 2016) - Faith Healer (23 juin – 20 août 2016) - One Night in Miami (6 octobre – 3 décembre 2016) - Saint Joan (9 décembre 2016 – 18 février 2017) - Limehouse (2 mars – 15 avril 2017) - The Resistible Rise of Arturo Ui (21 avril – 17 juin 2017) - Committee... (23 juin – 12 août 2017) - Knives in Hens (17 août – 7 octobre 2017) - The Lady from the Sea (12 octobre – 2 décembre 2017) - Belleville (7 décembre 2017 – 3 février 2018) - The York Realist (8 février – 24 mars 2018) - The Way of the World (29 mars – 26 mai 2018) - The Prime of Miss Jean Brodie (play) (4 juin – 28 juillet 2018) - Aristocrats (play) (2 août – 22 septembre 2018) - St Nicholas (play) (Donmar Dryden Street; 10 septembre – 5 octobre 2018) - Mesure pour mesure (28 septembre – 1 décembre 2018) - Sweat (play) (7 décembre 2018 - 26 janvier 2019) - Berberian Sound Studio (based on the film) (8 février - 30 mars 2019) - Sweet Charity (6 avril - 8 juin 2019) - Europe (20 juin - 10 août 2019) - Appropriate (16 août - 5 octobre 2019) - [BLANK] (11 octobre - 30 novembre 2019) - Teenage Dick (6 décembre 2019 - 1er février 2020) |

### Années 2020
| - Far Away (6 février - 14 mars 2020) - Blindness (1er août - 5 septembre 2020) - Constellations (18 juin - 12 septembre 2021) - Love and Other Acts of Violence (7 octobre - 27 novembre 2021) - Force majeure (10 décembre 2021 - 5 février 2022) - Henri V (11 février - 9 avril 2022) - Marys Seacole (15 avril - 5 juin 2022) - A Doll's House, Part 2 (10 juin - 6 août 2022) - The Trials (12 - 27 août 2022) - Silence (1er - 17 septembre 2022) | - The Band's Visit (26 septembre - 3 décembre 2022) - Watch on the Rhine (9 décembre 2022 - 4 février 2023) - Trouble in Butetown (10 février - 25 mars 2023) - Les Amants terribles (7 avril - 27 mai 2023) - When Winston Went to War with the Wireless (2 juin - 29 juillet 2023) - Next to Normal (12 août - 7 octobre 2023) - Clyde's (13 octobre - 2 décembre 2023) - Macbeth (8 décembre 2023 - 10 février 2024) - Natasha, Pierre & The Great Comet of 1812 (7 décembre 2024 - 8 février 2025) |

## Prix
Les productions de Donmar ont reçu 35 Laurence Olivier Awards, 23 Critics 'Circle Awards, 21 Evening Standard Awards, deux South Bank Awards et 20 Tony Awards pour dix productions à Broadway.

## Voir également
- West End theatre